# Derek Fisher
Derek Lamar Fisher (ur. 9 sierpnia 1974 w Little Rock) – amerykański koszykarz i trener koszykarski, grający na pozycji rozgrywającego, pięciokrotny mistrz NBA z Los Angeles Lakers, po zakończeniu kariery zawodniczej – trener koszykarski, obecnie trener Los Angeles Sparks w WNBA.

## Kariera zawodnicza

### Los Angeles Lakers
Fisher studiował na University of Arkansas w Little Rock, gdzie w latach 1992–1996 grał w drużynie uczelnianej Arkansas-Little Rock Trojans. W 1996 został wybrany z numerem 24 w drafcie przez Los Angeles Lakers. Spędził tam swoich 8 pierwszych sezonów. W swoim debiucie na parkietach NBA, przeciwko Phoenix Suns, zdobył 12 punktów i 5 asyst. W trakcie pierwszego sezonu wystąpił w 80 meczach, zdobywając średnio 3,9 punktów, 1,5 asysty i 1,2 zbiórki. Wystąpił też w meczu debiutantów podczas NBA All-Star Weekend, w którym zdobył 16 punktów i miał 6 asyst. Przez trzy kolejne sezony Fisher coraz częściej dostawał szansę na grę, zwiększając liczbę minut na parkiecie z 11,5 w pierwszym sezonie do 23,1 w sezonie 1999/2000. Rozgrywki 2000/01 przyniosły kontuzję stopy, przez którą wystąpił w zaledwie 20 ostatnich meczach sezonu. W pierwszym spotkaniu po wyleczeniu kontuzji, przeciwko Boston Celtics, Fisher uzyskał swój rekord kariery, notując 26 punktów. Z zespołem zdobył 3 tytuły mistrzowskie w latach 2000, 2001 i 2002. W sezonie 2002/03 Fisher był podstawowym rozgrywającym Lakers, zaczynając w wyjściowym składzie każdy z 82 meczów w sezonie. Jednak po nieudanych play-offach, w których Lakers przegrali w półfinale Konferencji Zachodniej z późniejszymi mistrzami, San Antonio Spurs 4-2, oraz po podpisaniu przez Lakers kontraktu z Garym Paytonem, w następnych rozgrywkach Fisher większość meczów zaczynał wchodząc z ławki.
W półfinałach Konferencji Zachodniej 2004, w meczu nr 5 przeciwko San Antonio Spurs, przy stanie rywalizacji 2-2, Lakers przegrywali 73-72 na 0,4 sekundy przed końcem meczu. Po trzech następujących po sobie przerwach na żądanie wznawiający piłkę do gry Gary Payton podał do Fishera, który ją złapał, obrócił się i oddał celny rzut, zapewniając swojej drużynie zwycięstwo. Zagranie to nazwano "0,4 shot" i zostało uznane przez NBA jako 18. najwspanialszy moment w historii play-offów. W szóstym meczu Lakers jeszcze raz wygrali ze Spurs, przechodząc tym samym do Finałów Konferencji, w których pokonali Minnesotę Timberwolves. W Finałach NBA 2004 nie poradzili sobie jednak z Detroit Pistons, przegrywając 4-1.

### Golden State Warriors
Po sezonie 2003/04 Fisher został wolnym agentem. 16 lipca 2004 r. podpisał kontrakt z Golden State Warriors, którzy zaoferowali mu 37 milionów dolarów za 6 lat gry. W pierwszym sezonie Fisher wystartował w 32 meczach, zdobywał też średnio 11,9 punktów i 4,1 asysty na mecz. W kolejnych rozgrywkach wystąpił we wszystkich spotkaniach Warriors, jednak w większości z nich wchodził z ławki, zmieniając nowo przybyłego Barona Davisa.

### Utah Jazz
12 lipca 2006, w ramach wymiany, przeszedł do Utah Jazz w zamian za Keitha McLeoda, Andre Owensa i Devina Browna. Zagrał we wszystkich 82 meczach sezonu 2006/07, zdobywając średnio 10,1 punktów i 3,3 asysty.
W listopadzie 2006 Fisher został wybrany na prezesa NBA Players Association (Związku Zawodników NBA), zastępując Antonio Davisa. Wcześniej był wiceprezesem NBAPA.
Na kilka dni przed półfinałami Konferencji Zachodniej 2007 pomiędzy Jazz i Warriors, Fisher ogłosił, że jedno z czworga jego dzieci jest chore, unikając dążenia do dalszych szczegółów. Powiedział, że musi być z rodziną i jego występ jest niepewny. Dopiero w wywiadzie po meczu nr 2 Fisher powiedział, że chora jest jego 11-miesięczna córka, Tatum. Został u niej zdiagnozowany siatkówczak, rzadki nowotwór oka u dzieci, który wymagał trzygodzinnej operacji i chemioterapii w szpitalu New York's Presbyterian Hospital.
Fisher poprosił głównego trenera Jazz, Jerry'ego Sloana, aby zostawił go na liście zawodników mogących grać w meczu nr 2, ale nie gwarantował, że na pewno wystąpi. Jednak za zgodą lekarzy wraz ze swoją rodziną przyleciał z Nowego Jorku, gdzie operację miała jego córka, do Salt Lake City. Fisher przybył na halę w połowie trzeciej kwarty, wchodząc od razu na boisko i otrzymując owacje na stojąco od fanów. Pod koniec czwartej kwarty wymusił stratę Barona Davisa i z jego pomocą Jazz doprowadzili do dogrywki. W jej trakcie Fisher rzucił trójkę, która przesądziła o zwycięstwie dla drużyny z Salt Lake City 127-117.
Ostatecznie Jazz pokonali Warriors 4-1, jednak przegrali w kolejnej rundzie z San Antonio Spurs w pięciu meczach.
2 lipca 2007 Fisher poprosił władze klubu o rozwiązanie z nim kontraktu, by mógł przenieść się do miasta, w którym będzie odpowiednia kadra medyczna do walki z chorobą jego córki. Jego prośba została pozytywnie rozpatrzona.

### Ponownie Lakers
19 lipca 2007, po wielu spekulacjach, Fisher powrócił do Lakers, podpisując trzyletni kontrakt, warty około 14 milionów dolarów. Wraz z początkiem sezonu 2007/08 Fisher ponownie został podstawowym rozgrywającym drużyny z Kalifornii, zaczynając w wyjściowej piątce wszystkie 82 mecze sezonu. W rozgrywkach 2007/08 zanotował wysokie skuteczności rzutowe - 40% zza linii za 3 punkty, 88% z rzutów wolnych. Lakers dotarli do Finału NBA, jednak zostali tam pokonani przez Boston Celtics 4-2.
W następnym sezonie Lakers ponownie doszli do Finałów, w których zmierzyli się z Orlando Magic. Fisher odegrał ważną rolę w meczu nr 4, rzucając celną "trójkę" na 4,6 sekundy przed końcem czwartej kwarty, doprowadzając do dogrywki, a w niej jeszcze jedną z 31,3 sekundami na zegarze, dającą Lakers wynik 3-1 i niedługo potem mistrzostwo NBA, czwarte Fishera. W Finałach 2009 zdobywał średnio 11,0 punktów na mecz przy skuteczności 50% z pola i 44% za trzy punkty.
3 lutego 2010 w spotkaniu przeciwko Charlotte Bobcats Fisher po raz 1000. rzucił celną trójkę, zostając 56. zawodnikiem, który przekroczył tę granicę. 10 lutego 2010 Fisher zagrał swój 1000. mecz w NBA, wyprzedzając Kobego Bryanta o jeden mecz.
8 czerwca, w spotkaniu nr 3 Finałów NBA 2010, przeciwko Boston Celtics, zdobył 11 z 16 swoich punktów w czwartej kwarcie i walnie przyczynił się do zwycięstwa Lakers w tym meczu i objęcia prowadzenia 2-1. W meczu nr 7 tej serii, pod koniec meczu, oddał celny rzut trzypunktowy, który pomógł wyjść na prowadzenie i zdobycie kolejnego mistrzostwa.
Po sezonie 2009/10 Fisher został wolnym agentem. Po otrzymaniu ofert z kilku klubów, 12 lipca 2010, oświadczył, że będzie kontynuował swoją karierę z Lakers.

### Houston Rockets
15 marca 2012, podczas ostatniego dnia okienka transferowego NBA, Los Angeles Lakers oddali Fishera do Houston Rockets w zamian za Jordana Hilla. 19 marca Rockets zwolnili Fishera, który nie zagrał ani jednego meczu w ich barwach, i stał się wolnym agentem.

### Oklahoma City Thunder
21 marca 2012 roku Derek Fisher podpisał kontrakt z zespołem Oklahoma City Thunder. Doszedł z tą drużyną do Finałów NBA, po raz ósmy w karierze. Drużyna z Oklahoma City przegrała w nich 4-1 z Miami Heat.

### Dallas Mavericks
29 listopada 2012 Fisher podpisał kontrakt z Dallas Mavericks.
22 grudnia, na prośbę Fishera, jego kontrakt został rozwiązany. W dziewięciu meczach w drużynie z Dallas zdobywał średnio 8,6 punktu i 3,6 asysty na mecz.

### Ponownie Thunder
25 lutego 2013, Fisher podpisał kontrakt z Oklahomą City Thunder na resztę sezonu 2012/13. 24 lipca 2013 podpisał kolejny roczny kontrakt.

## Kariera trenerska

### New York Knicks
10 czerwca 2014, podpisując 5-letni, opiewający na 25 milionów dolarów, kontrakt, został głównym trenerem New York Knicks.
8 lutego 2016 został zwolniony ze stanowiska trenera.
6 grudnia 2018 objął stanowisko głównego trenera w Los Angeles Sparks.

## Osiągnięcia
Na podstawie, o ile nie zaznaczono inaczej.
NCAA
- Zawodnik roku konferencji Sun Belt (1996)

NBA
- Mistrz NBA (2000–2002, 2009, 2010)
- Wicemistrz NBA (2004, 2008)
- Zwycięzca konkursu NBA Shooting Stars (2004)
- Laureat PBWA Magic Johnson Award (2008)
- Uczestnik:
  - Rising Stars Challenge (1997)
  - Skills Challenge (2004)
- Lider play-off w skuteczności rzutów wolnych (2014)[33]

## Statystyki
Na podstawie Basketball-Reference.com (ang.)

### Sezon regularny
| Sezon   | Drużyna       | M    | S5  | MPG  | FG%   | 3P%   | FT%   | RPG | APG | SPG | BPG | PPG  |
| ------- | ------------- | ---- | --- | ---- | ----- | ----- | ----- | --- | --- | --- | --- | ---- |
| 1996/97 | L.A. Lakers   | 80   | 3   | 11,5 | 39,7% | 30,1% | 65,8% | 1,2 | 1,5 | 0,5 | 0,1 | 3,9  |
| 1997/98 | L.A. Lakers   | 82   | 36  | 21,5 | 43,4% | 38,3% | 75,7% | 2,4 | 4,1 | 0,9 | 0,1 | 5,8  |
| 1998/99 | L.A. Lakers   | 50   | 21  | 22,6 | 37,6% | 39,2% | 75,9% | 1,8 | 3,9 | 1,2 | 0,0 | 5,9  |
| 1999/00 | L.A. Lakers   | 78   | 22  | 23,1 | 34,6% | 31,3% | 72,4% | 1,8 | 2,8 | 1,0 | 0,0 | 6,3  |
| 2000/01 | L.A. Lakers   | 20   | 20  | 35,5 | 41,2% | 39,7% | 80,6% | 3,0 | 4,4 | 2,0 | 0,1 | 11,5 |
| 2001/02 | L.A. Lakers   | 70   | 35  | 28,2 | 41,1% | 41,3% | 84,7% | 2,1 | 2,6 | 0,9 | 0,1 | 11,2 |
| 2002/03 | L.A. Lakers   | 82   | 82  | 34,5 | 43,7% | 40,1% | 80,0% | 2,9 | 3,6 | 1,1 | 0,2 | 10,5 |
| 2003/04 | L.A. Lakers   | 82   | 3   | 21,6 | 35,2% | 29,1% | 79,7% | 1,9 | 2,3 | 1,3 | 0,0 | 7,1  |
| 2004/05 | Golden State  | 74   | 32  | 30,0 | 39,3% | 37,1% | 86,2% | 2,9 | 4,1 | 1,0 | 0,1 | 11,9 |
| 2005/06 | Golden State  | 82   | 36  | 31,6 | 41,0% | 39,7% | 83,3% | 2,6 | 4,3 | 1,5 | 0,1 | 13,3 |
| 2006/07 | Utah          | 82   | 61  | 27,9 | 38,2% | 30,8% | 85,3% | 1,8 | 3,3 | 1,0 | 0,1 | 10,1 |
| 2007/08 | L.A. Lakers   | 82   | 82  | 27,4 | 43,6% | 40,6% | 88,3% | 2,1 | 2,9 | 1,0 | 0,0 | 11,7 |
| 2008/09 | L.A. Lakers   | 82   | 82  | 29,8 | 42,4% | 39,7% | 84,6% | 2,3 | 3,2 | 1,2 | 0,1 | 9,9  |
| 2009/10 | L.A. Lakers   | 82   | 82  | 27,2 | 38,0% | 34,8% | 85,6% | 2,1 | 2,5 | 1,1 | 0,1 | 7,5  |
| 2010/11 | L.A. Lakers   | 82   | 82  | 28,0 | 38,9% | 39,6% | 80,6% | 1,9 | 2,7 | 1,2 | 0,1 | 6,8  |
| 2011/12 | L.A. Lakers   | 43   | 43  | 25,6 | 38,3% | 32,4% | 83,0% | 2,1 | 3,3 | 0,9 | 0,1 | 5,9  |
| 2011/12 | Oklahoma City | 20   | 0   | 20,4 | 34,3% | 31,4% | 92,9% | 1,5 | 1,4 | 0,6 | 0,1 | 4,9  |
| 2012/13 | Dallas        | 9    | 9   | 25,4 | 35,4% | 43,5% | 91,3% | 1,7 | 3,4 | 0,6 | 0,2 | 8,6  |
| 2012/13 | Oklahoma City | 24   | 0   | 14,4 | 33,3% | 35,1% | 93,3% | 0,9 | 0,7 | 0,6 | 0,0 | 4,1  |
| 2013/14 | Oklahoma City | 81   | 0   | 17,6 | 39,1% | 38,4% | 77,5% | 1,5 | 1,4 | 0,9 | 0,0 | 5,2  |
| Razem   |               | 1287 | 731 | 25,4 | 39,9% | 37,4% | 81,7% | 2,1 | 3,0 | 1,1 | 0,1 | 8,3  |

### Play-offy
| Sezon | Drużyna       | M   | S5  | MPG  | FG%   | 3P%   | FT%   | RPG | APG | SPG | BPG | PPG  |
| ----- | ------------- | --- | --- | ---- | ----- | ----- | ----- | --- | --- | --- | --- | ---- |
| 1997  | L.A. Lakers   | 6   | 0   | 5,7  | 27,3% | 0,0%  | 66,7% | 0,5 | 1,0 | 0,2 | 0,0 | 1,3  |
| 1998  | L.A. Lakers   | 13  | 13  | 21,4 | 39,7% | 30,0% | 62,1% | 1,9 | 3,8 | 1,3 | 0,0 | 6,0  |
| 1999  | L.A. Lakers   | 8   | 8   | 29,8 | 41,8% | 34,5% | 80,0% | 3,6 | 4,9 | 1,0 | 0,0 | 9,8  |
| 2000  | L.A. Lakers   | 21  | 0   | 15,3 | 43,0% | 41,4% | 76,0% | 1,0 | 2,0 | 0,5 | 0,0 | 4,7  |
| 2001  | L.A. Lakers   | 16  | 16  | 36,0 | 48,4% | 51,5% | 76,5% | 3,8 | 3,0 | 1,3 | 0,1 | 13,4 |
| 2002  | L.A. Lakers   | 19  | 19  | 34,2 | 35,7% | 35,8% | 78,6% | 3,3 | 2,7 | 1,0 | 0,1 | 10,2 |
| 2003  | L.A. Lakers   | 12  | 12  | 35,3 | 52,0% | 61,7% | 81,8% | 3,0 | 1,8 | 1,5 | 0,1 | 12,8 |
| 2004  | L.A. Lakers   | 22  | 0   | 23,0 | 40,5% | 41,8% | 65,7% | 2,5 | 2,2 | 0,8 | 0,0 | 7,5  |
| 2007  | Utah          | 16  | 14  | 27,8 | 40,5% | 37,5% | 93,3% | 1,6 | 2,6 | 1,0 | 0,1 | 9,5  |
| 2008  | L.A. Lakers   | 21  | 21  | 31,6 | 45,2% | 44,0% | 83,6% | 2,2 | 2,5 | 2,0 | 0,1 | 10,2 |
| 2009  | L.A. Lakers   | 22  | 22  | 28,9 | 39,4% | 28,4% | 86,1% | 2,0 | 2,2 | 1,0 | 0,0 | 8,0  |
| 2010  | L.A. Lakers   | 23  | 23  | 32,8 | 44,8% | 36,0% | 82,1% | 2,5 | 2,8 | 1,2 | 0,0 | 10,3 |
| 2011  | L.A. Lakers   | 10  | 10  | 32,5 | 43,3% | 41,2% | 81,0% | 2,7 | 3,6 | 1,4 | 0,2 | 8,2  |
| 2012  | Oklahoma City | 20  | 0   | 22,3 | 41,5% | 37,5% | 100%  | 1,6 | 1,3 | 0,9 | 0,1 | 6,3  |
| 2013  | Oklahoma City | 11  | 0   | 23,7 | 45,7% | 47,1% | 66,7% | 1,5 | 0,7 | 0,6 | 0,1 | 8,7  |
| 2014  | Oklahoma City | 19  | 0   | 15,7 | 31,5% | 29,3% | 100%  | 1,7 | 0,8 | 0,7 | 0,0 | 3,8  |
| Razem |               | 259 | 158 | 26,5 | 42,2% | 39,9% | 80,5% | 2,2 | 2,3 | 1,1 | 0,1 | 8,3  |

## Rekordy
| Punkty               | 29 (przeciwko Los Angeles Lakers, 15.1.2005)   |
| Rzuty z gry (celne)  | 11 (przeciwko Los Angeles Lakers, 15.1.2005)   |
| Rzuty z gry (oddane) | 23 (przeciwko Dallas Mavericks, 8.11.2004)     |
| Rzuty za "3"(celne)  | 7 (2 razy)                                     |
| Rzuty za "3"(oddane) | 13 (przeciwko New Orleans Hornets, 6.1.2009)   |
| Celne osobiste       | 13 (przeciwko Utah Jazz, 4.11.2007)            |
| Rzuty osobiste       | 16 (przeciwko Utah Jazz, 27.2.2006)            |
| Zbiórki ofensywne    | 4 (2 razy)                                     |
| Zbiórki defensywne   | 10 (przeciwko Los Angeles Clippers, 12.3.1998) |
| Zbiórki              | 11 (przeciwko Los Angeles Clippers, 12.3.1998) |
| Asysty               | 13 (2 razy)                                    |
| Przechwyty           | 6 (5 razy)                                     |
| Bloki                | 2 (6 razy)                                     |
| Na boisku            | 50 minut (przeciwko Utah Jazz, 27.2.2006)      |